# 堀景山
堀 景山（ほり けいざん、元禄元年（1688年） - 宝暦7年9月19日（1757年10月31日））は、江戸時代中期における儒学者・医師（儒医）。曾祖父は藤原惺窩門人堀杏庵で、父は儒学者・医師堀玄達。名は正超（まさのぶ）。字は彦昭・君燕。通称は禎助。生れは京都。
儒学と医術を父に学び、後に曽祖父ゆかりの広島藩に仕える。朱子学者であったが、古文辞派や国学にも精通しており、荻生徂徠と親しく、また樋口宗武とともに契沖の著書の刊行にも尽力した。京都に遊学していた本居宣長に儒学を教えた事でも知られており、景山と樋口が刊行した契沖の『百人一首改観抄』刊本の鈴屋蔵書（宣長の蔵書）が今日まで伝えられている。
著書には「不尽言」がある。